# Cazaux-Fréchet-Anéran-Camors
Cazaux-Fréchet-Anéran-Camors – miejscowość i gmina we Francji, w regionie Oksytania, w departamencie Pireneje Wysokie.
Według danych na rok 1990 gminę zamieszkiwało 35 osób, a gęstość zaludnienia wynosiła 3 osób/km² (wśród 3020 gmin regionu Midi-Pyrénées Cazaux-Fréchet-Anéran-Camors plasuje się na 1028. miejscu pod względem liczby ludności, natomiast pod względem powierzchni na miejscu 973.).